# Divine Brown
Pour les articles homonymes, voir Brown et Divine Brown (homonymie).
Estella Marie Thompson née le 9 août 1969 en Californie, également connue sous le nom Divine Brown, est une prostituée américaine. Elle acquit une certaine notoriété en 1995, lorsqu'elle fut arrêtée avec l'acteur Hugh Grant, dans la voiture de ce dernier, pour exhibition sexuelle (misdemeanour lewd conduct in a public place) à Sunset Boulevard. 

## Jeunesse
Divine Brown a grandi dans la pauvreté dans la partie est de Oakland en Californie. Elle est la sixième enfant d'une mère célibataire. Devenue elle-même mère de deux filles, elle se tourna vers la prostitution, car elle ne pouvait pas payer une facture d'électricité de 133 $. Une nuit, sur la place de Union Square à San Francisco, elle récolta 1 000 $ en cinq heures.

## Arrêtée avec Hugh Grant
Le 27 juin 1995, Divine Brown et Hugh Grant sont arrêtés à Los Angeles. Divine Brown était en train de pratiquer une fellation à l'acteur dans sa voiture, une BMW, après s'être rencontrés dans une ruelle. Le prix de Divine Brown était de 100 $ pour aller dans sa chambre d'hôtel, or Hugh Grant n'avait que 60 $ sur lui. Ils ont décidé qu'elle exercerait son service dans la voiture. Selon Divine Brown, l'attention d'un policier a été provoquée par le fait que Hugh Grant appuyait plusieurs fois sur la pédale de frein de sa BMW avec son pied, ce qui alluma les feux de freinage à plusieurs reprises.
Accusée de conduite indécente, elle a plaidé coupable le 6 septembre 1995. En plus d'être condamnée à assister à un stage sur les dangers du sida et d'effectuer cinq jours de travaux d’intérêt général, elle fut condamnée à une amende de 1 350 $ pour violation de sa libération conditionnelle et à 180 jours en prison.

## La vie après Hugh Grant
Divine Brown n'a appris l'identité de son client que lorsque les journalistes ont assiégé sa maison le lendemain de son arrestation. Divine Brown participa alors à un certain nombre d'émissions de télévision, dont The Howard Stern Show. Elle est apparue dans une publicité télévisée pour une station de radio de Los Angeles, une publicité pour une marque de lingerie brésilienne, dans des magazines comme Penthouse, et en tant que présentatrice sur la chaîne britannique pornographique Television X. En 1996, elle joue son propre rôle dans un docu-fiction basé sur sa rencontre avec Hugh Grant, Sunset and Divine: The British Experience, réalisé par Ron Jeremy.
En septembre 1996, Divine Brown a été arrêtée au MGM Grand Hotel à Las Vegas après avoir fait des commentaires suggestifs à un policier en civil. Elle a été condamnée à une amende de 950 $ pour racolage. Divine Brown avait nié qu'elle était toujours dans la prostitution.
Elle a fait l'objet d'un biopic Million Dollar Hooker en 2006 et est apparue sur Hollywood Lives, une série de la chaîne ITV, en 2007. 
On dit qu'elle a obtenu un total de 1,6 million de dollars de cachets publicitaires à la suite de son arrestation avec Hugh Grant. Avec le père de ses enfants, Alvin Brown dit Gansta, elle a acheté une maison de quatre pièces à Beverly Hills. Divine Brown a dit que l'argent qu'elle a gagné lui a permis de mettre ses filles à l'école privée.
En 2007, Divine Brown s'est séparée d'Alvin Brown. Elle poursuit une carrière musicale.